# Thamnobryum hispidum
Thamnobryum hispidum là một loài Rêu trong họ Neckeraceae. Loài này được (Hook. f. & Wilson) M. Stech et al. mô tả khoa học đầu tiên năm 2008.